# Guardia Nacional Croata (NDH)
La Guardia Nacional Croata o Domobrani (en croata Hrvatsko domobranstvo) fue parte de las fuerzas armadas del Estado Independiente de Croacia (NDH), que existieron durante la Segunda Guerra Mundial. Fue fundada en abril de 1941, pocos días después de la fundación del propio NDH, después de la invasión del Reino de Yugoslavia por las potencias del Eje. Su organización contó además con la autorización de las autoridades alemanas de ocupación. La tarea de las nuevas fuerzas armadas croatas era defender el nuevo Estado contra los enemigos locales y extranjeros.
Su nombre fue tomado de la antigua Real Guardia Nacional Croata, una sección croata del Ejército austrohúngaro.

## Formación
La Guardia Nacional constituía, junto con las milicias de la Ustacha, que se distinguieron por las atrocidades cometidas a lo largo del conflicto, las fuerzas armadas del Estado croata, dirigido por el poglavnik Ante Pavelić, que instauró un régimen de terror basado en la persecución étnica, política y religiosa. El control de la Alemania nazi sobre el nuevo Estado era absoluto, aunque en ocasiones se produjeron desavenencias entre Hitler, Himmler y las nuevas autoridades croatas debido al salvajismo con que se comportaban sus unidades militares, especialmente la milicia ustachi. Además, la desorganización e indisciplina de las mismas, ocasionó algunos inconvenientes en las operaciones contra los Partisanos. 
La Guardia Nacional no logró convertirse en una fuerza de combate eficaz por una variedad de razones, como la falta de armamento pesado y la ausencia de oficiales profesionales, así como la rivalidad con la Ustacha. Las disensiones Domobrani con las políticas de sadismo ustachas, llevaron a la abierta persecución, deportación y asesinato de soldados de la Guardia Nacional en el sistema de campos de concentración de Jasenovac.
Bajo presión alemana, el gobierno de Pavelić accedió a la integración de los Domobrani y la milicia Ustacha, con el nombramiento de nuevos oficiales y nuevas medidas destinadas a aumentar la disciplina y evitar deserciones. Como resultado de la reforma, en mayo de 1945, las fuerzas armadas del NDH sumaban un total de 200 000 hombres.
La reorganización consistió en la creación de 18 divisiones: 13 de infantería, dos de montaña, dos de asalto y una de sustitución, cada una con su propia artillería orgánica y otras unidades de apoyo. También incluía varias unidades blindadas. Desde principios de 1945, las divisiones croatas fueron asignados a diferentes cuerpos alemanes, y en marzo de 1945 enviadas al Frente Sur. Contaba también con unos 32 000 hombres en el cuerpo de Gendarmería Croata (Hrvatsko Oruznistvo), organizados en cinco regimientos de voluntarios de policía más 15 batallones independientes.
La fuerza aérea estaba integrada por la Fuerza Aérea del Estado Independiente de Croacia y unidades de la Legión de la Fuerza Aérea Croata (Hrvatska Zrakoplovna Legija o HZL), equipada con aviones alemanes Arado 96, Messerschmitt Bf 109 y Dornier Do 17, e italianos Macchi M.C.202, Macchi M.C.200 y Fiat CR.42. A pesar de las graves pérdidas sufridas ante la aviación aliada, se estima que al final de la guerra, la aviación croata todavía contaba con 176 aparatos en abril de 1945.

## Aniquilación
A finales de marzo de 1945, las posibilidades de supervivencia del NDH y de sus fuerzas armadas eran escasas, debido al avance incontenible del Ejército Rojo y de los Partisanos de Tito que habían liberado ya toda Serbia, Herzegovina, Eslavonia y Bosnia y se encontraban a las puertas de Dalmacia y Croacia, que caerían un mes después. Por esa razón, el alto mando croata tomó la decisión de retirarse hacia Austria, con el fin de entregarse a las fuerzas británicas que avanzaban hacia el norte de Italia.
En mayo de 1945, a raíz de la ofensiva final partisana y el colapso del NDH, unidades de la Guardia Nacional se unieron a otras fuerzas del Eje y refugiados civiles en un último intento de buscar refugio entre los aliados occidentales. Esto provocó que muchos de sus integrantes se convirtieran en víctimas de la masacre de Bleiburg, en la frontera entre Austria y Eslovenia, cuando columnas de huidos fueron capturadas por los partisanos, que asesinaron a unos 50 000 en dos semanas.

## Refundación
En el marco de las Guerras Yugoslavas, durante la Guerra de Croacia de 1991-1995, el presidente croata Franjo Tuđman refundó el cuerpo, con el mismo nombre de Guardia Nacional Croata. Este se integró en 1991 en el Ejército croata.   